# 真情馬克
真情馬克（Trademark）是一隊來自德國科隆的組合，由Achim Remling（現稱Achim Petry）、Mirko Bäumer和Sascha Sadeghian三人組成。組合最初於1996年給合時以Hausmarke為名，至2001年解散。真情馬克活躍時期雖短，但他們的知名度卻遍佈歐洲、非洲以至東南亞眾多國家，並獲得金唱片銷量。

## 歷史
真情馬克成員Achim Remling為德國著名歌手沃爾夫岡．佩特里（Wolfgang Petry）的兒子，在組合成立前在消防部門上班，Mirko Bäumer本身在科隆一間雜誌社擔任廣告職位，而Sascha Sadeghian則是酒吧待應。然而三人也同時在一間酒吧中工作，一次因駐場樂隊缺席便上台暫代表演，眾人其後組成樂隊Hausmarke並到處演唱時，由德國BMG唱片公司所發掘及簽約而成，至1997年三人發行首張專輯時正式以「Trademark」真情馬克為組名登場。
樂團最終於2001年解散。Achim Remling之後用Achim Petry的名字以個人身分出道，繼續在德國發片及演唱。Mirko Bäumer亦在德國成立樂隊The Queen Kings，主要重唱英國搖滾樂隊皇后合唱團（Queen）之歌曲；2017年他再轉至Bläck-Fööss樂隊發展。雖然如此，三人仍會不定期共同登場；例如Mirko Bäumer和Sascha Sadeghian曾於2008年在Achim Petry的聖誕音樂會中擔任嘉賓，三人於2013年亦曾到錫格堡演唱，只是不再以真情馬克的名義演出。

## 音樂作品
真情馬克首張唱片為單曲《I'll Be the One》，於1997年9月8日發行，該曲實是沃爾夫岡．佩特里（Achim之父親）德語歌曲Denn eines Tages vielleicht之英文版；三星期後真情馬克的第一張專輯《物換星移》（Another Time Another Place）亦面世 （页面存档备份，存于）。《I'll Be the One》及《物換星移》兩張唱片好評如潮，分別曾登上德國唱片榜第95位及第26位，稍後再推出兩張單曲唱碟《I'm Not Supposed...》及《Is It Love》，發行便暫告一段落。
直至千禧時代初真情馬克才推出新一張單曲唱片《只有愛》（Only Love），並緊接發行同名專輯及單曲唱片《Amazed》（重唱自美國組合孤星合唱團Lonestar）。儘管歌曲大獲好評，更有報章評價「《Only Love》的出現就讓整個情歌界震驚，大家都想不到這樣一首十年才出一次的英文情歌寶典會出自這
個德國三人組合」，可是這也是真情馬克最後一張包含新曲之專輯；之後的《Miss You Finally... The Very Best of Trademark》只屬精選唱片而已。值得一提的是，各專輯皆有推出錄音帶版本，不過產量較唱片為少。
真情馬克雖出度短暫，不過歌曲卻聞名中外，在香港、馬來西亞、泰國以及菲律賓更錄得金唱片銷量。許多海外歌手亦曾經改編與重唱他們的作品，如陳奕迅的終於一百日（收錄於《新生活》）原曲為Miss You Finally；張學友更將真情馬克的Only Love分別改編成國語、粵語及新英語版本之當我想起你、愛下去及Something Only Love Can Do（收錄於《當我想起你》）。

### 專輯
| 發行日期      | 專輯名稱                                       |
| ------------- | ---------------------------------------------- |
| 1997年9月29日 | Another Time Another Place ( 德国: #26)        |
| 2000年3月13日 | Only Love                                      |
| 2002年9月10日 | Miss You Finally... The Very Best of Trademark |

### 單曲
| 發行日期       | 專輯名稱                     |
| -------------- | ---------------------------- |
| 1997年9月8日   | I'll Be the One ( 德国: #95) |
| 1997年12月     | I'm Not Supposed...          |
| 1998年10月26日 | Is It Love                   |
| 2000年1月31日  | Only Love                    |
| 2000年4月3日   | Amazed                       |

## 巡迴音樂會
真情馬克先後於1998年及2000年兩次舉行巡迴音樂會，曾到訪南非與亞洲各地如曼谷、吉隆坡、新加坡、馬尼拉、香港及台灣等等，宣傳他們的專輯。另外，三人亦於1999年及2000年分別為沃爾夫岡．佩特里的德國Open Air Tour巡迴演唱會及西城男孩（Westlife）的East Meets Westlife亞洲巡迴之旅擔任暖場團。
- 1998年：Asia Tour 1998

到訪地：曼谷、吉隆坡、新加坡、馬尼拉、香港、台灣、南非
- 2000年："Only Love" - Asian Tour 2000

到訪地：菲律賓、印尼、新加坡、馬來西亞

## 外部連結
- 成員Achim Petry官方網站 （页面存档备份，存于）